# Sculpture ventrue

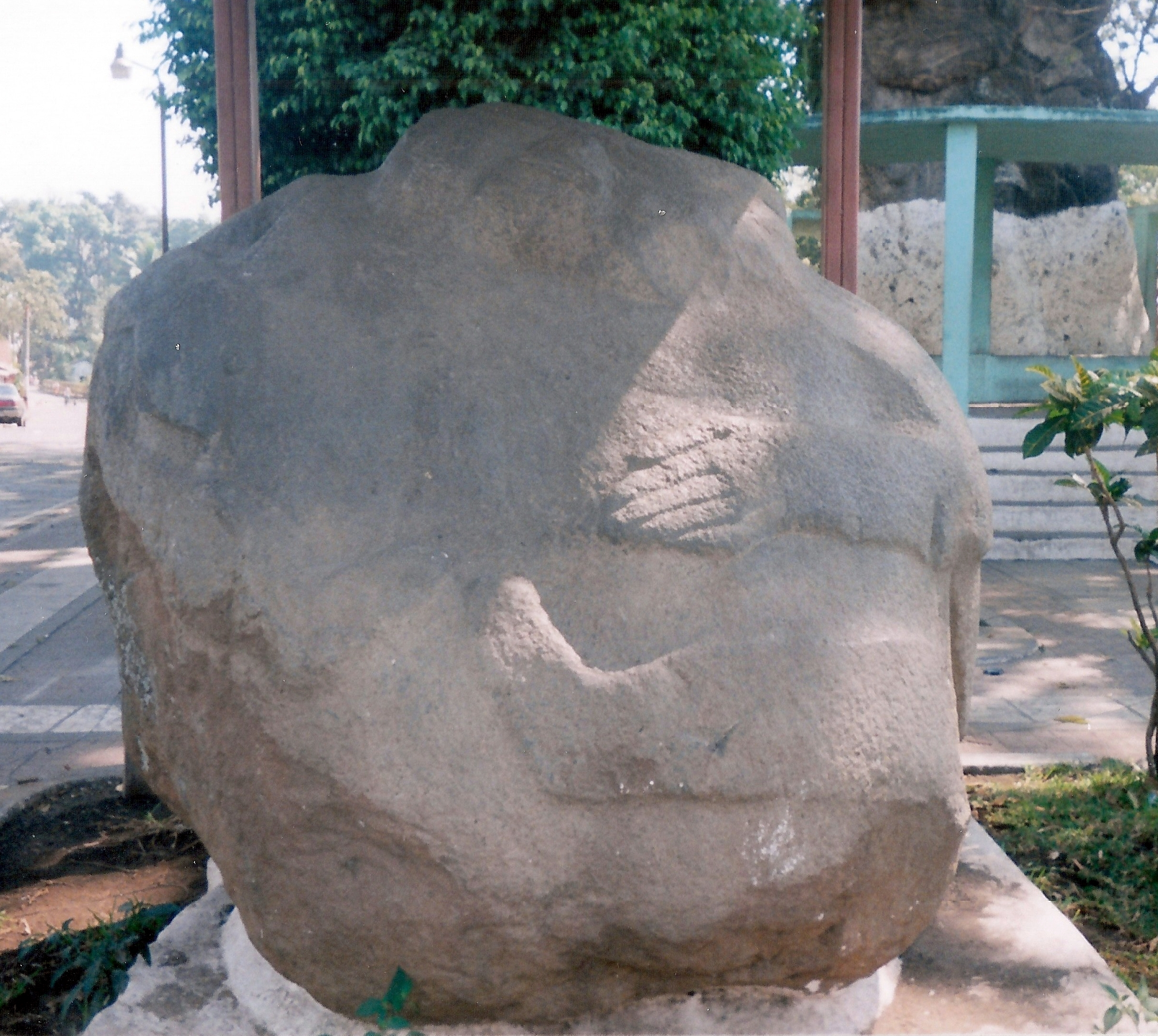
Une sculpture ventrue de la au Guatemala exposée sur la place de La Democracia

Les sculptures ventrues (en espagnol barrigones au pluriel ou barrigón au singulier) sont des sculptures en ronde-bosse représentant des figures humaines obèses taillées dans des rochers. Ce sont des éléments distinctifs de la tradition sculpturale du sud de l'aire culturelle maya (en) en Mésoamérique. L'usage précis de ces sculptures est inconnu, mais elles semblent avoir été l'objet de vénérations et de rituels publics dirigés par l'élite. Bien que cette tradition sculpturale ait été découverte dans l'aire culturelle maya, les archéologues s'accordent pour affirmer que les sculptures elles-mêmes ne sont pas mayas.

## Datation
La datation des sculptures ventrues est problématique : peu des premières sculptures connues ont été retrouvées dans leur contexte originel. Entre les années 50 et 70, les archéologues ont avancé que leur style est dérivé du style olmèque, voire pré-olmèque. Sur base de datation par le carbone 14, on estime que la culture olmèque s'est épanouie de 1500 à 400 av. J.-C.. Des fouilles menées au site archéologique de Santa Leticia en El Salvador ont permis de dater, grâce à une combinaison de datation par le carbone 14 et d'analyses des céramiques, les monuments 1 et 3, de style ventru, entre 500 av. J.-C. et 100 apr. J.-C..
Cette datation pointe la période du préclassique récente, ce qui suggère que ce style puisse être un dérivé tardif des têtes colossales olmèques antérieures, sans préjuger de l'ethnicité des sculpteurs. Par ailleurs, les sculptures ventrues ont parfois été réutilisées par des peuples postérieurs de la région, comme à Sin Cabezas, Copán et Teopán, une île sur le lac de Coatepeque. Argument en défaveur de l'influence olmèque, le style ventru semble s'être diffusé du sud vers le nord alors que le cœur du territoire olmèque se trouve au nord, sur la côte du golfe du Mexique ; une influence de la culture olmèque devrait ainsi plutôt s'exprimer par une diffusion nord-sud,.